# Parafia Matki Bożej Częstochowskiej w Skorczowie
Parafia Matki Bożej Częstochowskiej w Skorczowie – parafia rzymskokatolicka, znajdująca się w diecezji kieleckiej, w dekanacie kazimierskim.